# 四梵住
四梵住，又譯四梵行，佛教名詞，即是修行與實踐慈、悲、喜、捨四種心境。源自於古印度婆羅門教，後為佛教所沿用。佛教究竟修行者需將這四種心境擴展至無邊無際，因此又稱為四無量心、四無量觀。
修行四梵住時，以慈心觀為入門，也可以慈心觀來統攝四梵住。

## 釋義
四梵住最初起源於古印度宗教，婆羅門教相信，保持這四種心態，將可投生梵天，與大梵天同住。釋迦牟尼以此來教導弟子，希望弟子都能以這四種心態來修行。
- 慈，意謂對一切眾生保持親切，猶如自己親人。
- 悲，又稱拔苦，希望能幫助眾生解脫痛苦。
- 喜，又稱禪悅，是一種平靜而且愉悅的心態。
- 捨，則是放棄以自我為中心的想法。斷我見、我所、我執。

四無量心起源自無量心三昧，釋迦牟尼佛以無量（巴利文 appamāṇa，梵文 apramāṇa）來形容四梵住，在觀想中，將四梵住的心態，擴展至一切眾生身上。
四無量心通於有漏與無漏，與七覺支合併修行，可達於解脫。天台智者認為，四無量心可對應四禪定的境界。悲無量心，對應於初禪。喜無量心，對應於二禪。慈無量心，對應於三禪。至四禪時，則應採取捨無量心。

### 念誦四無量心
- 願一切有情具樂及樂因，是慈無量。
- 願一切有情離苦及苦因，是悲無量。
- 願一切有情不離無苦之樂，是喜無量。
- 願一切有情遠離愛惡親疏，住平等捨，是捨無量。